# Henning (Illinois)
Henning es una villa ubicada en el condado de Vermilion en el estado estadounidense de Illinois. En el Censo de 2010 tenía una población de 251 habitantes y una densidad poblacional de 63,59 personas por km².

## Geografía
Henning se encuentra ubicada en las coordenadas 40°18′25″N 87°42′3″O / 40.30694, -87.70083. Según la Oficina del Censo de los Estados Unidos, Henning tiene una superficie total de 3.95 km², de la cual 3.95 km² corresponden a tierra firme y (0%) 0 km² es agua.

## Demografía
Según el censo de 2010, había 251 personas residiendo en Henning. La densidad de población era de 63,59 hab./km². De los 251 habitantes, Henning estaba compuesto por el 100% blancos, el 0% eran afroamericanos, el 0% eran amerindios, el 0% eran asiáticos, el 0% eran isleños del Pacífico, el 0% eran de otras razas y el 0% pertenecían a dos o más razas. Del total de la población el 1.59% eran hispanos o latinos de cualquier raza.